# 공화국 시리즈
《공화국 시리즈》는 MBC의 정치 드라마 시리즈로, 1981년 《제1공화국》을 시작으로 이후 현재 《제5공화국》까지 나왔다.

## 시리즈 목록
| 시즌    | 제목          | 방송 기간                          | 방송 횟수 |
| ------- | ------------- | ---------------------------------- | --------- |
| 제1화   | 《제1공화국》 | 1981년 4월 2일 ~ 1982년 2월 11일   | 39부작    |
| 제2화   | 《제2공화국》 | 1989년 7월 16일 ~ 1990년 4월 29일  | 40부작    |
| 제3화   | 《제3공화국》 | 1993년 2월 7일 ~ 1993년 8월 1일    | 26부작    |
| 제4화   | 《제4공화국》 | 1995년 10월 18일 ~ 1996년 1월 25일 | 30부작    |
| 제5화   | 《제5공화국》 | 2005년 4월 23일 ~ 2005년 9월 11일  | 41부작    |
| 총 횟수 | 총 횟수       | 총 횟수                            | 176부작   |

## 주요 전문 배우
- 최불암: 이승만 전담
- 이순재: 윤보선 전담
- 이영후: 김구 전담
- 박종관: 허정 전담
- 김길호: 곽상훈 전담
- 전운: 백낙준 전담
- 김무생: 장면 전담
- 김소원: 박순천 전담
- 심양홍: 유진산 전담
- 양일민: 이시영 전담
- 박규채: 이기붕 전담
- 신구: 함태영 전담
- 홍순창: 주요한 전담
- 임정하: 곽영주 전담
- 한인수: 조재천 전담
- 황일청: 백선엽 전담
- 장보규: 김형일 전담
- 현석: 고흥문 전담
- 이호재: 최영희 전담
- 강인덕: 김두한 전담
- 박병훈: 유청 전담
- 변희봉: 현석호 전담
- 김인태: 김도연 전담
- 김진태: 송요찬 전담
- 이창환: 박정희 전담
- 정승현: 정일권 전담
- 김성겸: 최규하 전담
- 최정훈: 이한림 전담
- 오승명: 민기식 전담
- 이계인: 길재호 전담
- 박근형: 이종찬 전담
- 주현: 홍종철 전담
- 백일섭: 장기영 전담
- 김용건: 윤치영 전담
- 남성훈: 최인규 전담
- 민지환: 윤필용 전담
- 최범호: 이준섭 전담
- 조명남: 강창성 전담
- 김동현: 김재규 전담
- 이대근: 차지철 전담
- 김상순: 김계원 전담
- 신충식: 김정렴 전담
- 신국: 노재현 전담
- 나성균: 양순직 전담
- 박상조: 김형욱 전담
- 이정길: 김종필 전담
- 김봉근: 박종규 전담
- 박영지: 유학성 전담
- 박용식: 전두환 전담
- 김기섭: 노태우 전담
- 문회원: 황영시 전담
- 김기현: 장태완 전담
- 박인환: 정승화 전담
- 오지명: 이후락 전담
- 박광남: 윤일균 전담
- 한규희: 이만섭 전담
- 이대로: 유병현 전담
- 홍계일: 이희성 전담
- 김호영: 윤성민 전담
- 최병학: 주영복 전담
- 윤승원: 정호용 전담
- 이정훈: 박세직 전담
- 차광수: 허삼수 전담
- 홍학표: 장세동 전담
- 임혁주: 이학봉 전담
- 최재호: 이상재 전담
- 신귀식: 김윤환 전담
- 이희도: 허문도 전담
- 백윤식: 김대중 전담
- 김환교: 남궁진 전담
- 길용우: 김영삼 전담
- 정명환: 김덕룡 전담